# This Christmas (альбом Джона Траволты и Оливии Ньютон-Джон)
This Christmas — рождественский альбом Джона Траволты и Оливии Ньютон-Джон, выпущенный 9 ноября 2012 года на лейбле Universal Music. Впервые Траволта и Ньютон-Джон работали вместе над музыкальным фильмом «Бриолин» (1978), в котором они исполнили песни «You’re the One That I Want» and «Summer Nights». И фильм, и песни были коммерчески успешны. Данный альбом — первая совместная художественная работа артистов со времён фильма 1983 года «Хорошая пара» (в котором они также исполнили песню «Take a Chance»).

## Список композиций
| №                   | Название                                                              | Автор(ы)                                 | Длительность |
| ------------------- | --------------------------------------------------------------------- | ---------------------------------------- | ------------ |
| 1.                  | «Baby, It's Cold Outside»                                             | Фрэнк Лессер                             | 3:19         |
| 2.                  | «Rockin’ Around the Christmas Tree» (при участии Кенни Джи)           | Джонни Маркс                             | 2:13         |
| 3.                  | «I’ll Be Home for Christmas» (при участии Барбры Стрейзанд)           | Ким Гэннон, Уолтер Кент, Бак Рэм         | 3:32         |
| 4.                  | «This Christmas» (при участии Чика Кориа)                             | Надин Маккиннор, Донни Питтс             | 4:25         |
| 5.                  | «Silent Night»                                                        | народная                                 | 4:48         |
| 6.                  | «The Christmas Waltz»                                                 | Сэмми Кан, Жюль Стайн                    | 3:00         |
| 7.                  | «Have Yourself a Merry Little Christmas» (при участии Клиффа Ричарда) | Ральф Блейн, Хью Мартин                  | 4:36         |
| 8.                  | «Winter Wonderland» (при участии Тони Беннетта)                       | Феликс Бернард, Дик Смит                 | 2:30         |
| 9.                  | «White Christmas»                                                     | Ирвинг Берлин                            | 3:16         |
| 10.                 | «I Think You Might Like It»                                           | Джон Фррар                               | 3:11         |
| 11.                 | «The Christmas Song»                                                  | Мел Торме, Роберт Уэллс                  | 3:41         |
| 12.                 | «Deck the Halls» (при участии Джеймса Тейлора)                        | народная                                 | 2:41         |
| 13.                 | «Auld Lang Syne» / «Christmas Time Is Here»                           | народная / Винс Джеральди, Ли Мендельсон | 4:08         |
| Общая длительность: | Общая длительность:                                                   | Общая длительность:                      | 43:20        |

## Чарты
| Чарт (2012)                        | Высшая позиция |
| ---------------------------------- | -------------- |
| Австралия (ARIA)                   | 33             |
| Бельгия/Фландрия (Ultratop)        | 195            |
| США (Billboard 200)                | 81             |
| США (Billboard Top Holiday Albums) | 19             |